# Adilton Sachetti
Adilton Domingos Sachetti (Nova Veneza, Santa Catarina 5 de fevereiro de 1956) é um arquiteto e político brasileiro, filiado ao Republicanos. É deputado federal pelo estado do Mato Grosso.

## Biografia
Nascido em Santa Catarina, Adilton se formou em arquitetura. Na vida profissional, em 1997 presidiu o Sindicato Rural de Rondonópolis e a Associação Mato-grossense de Produtores de Algodão. É o fundador da Associação Brasileiras de Produtores de Algodão e da Fundação MT.
Foi eleito deputado federal em 2014, para a 55.ª legislatura (2015-2019), pelo PSB. Votou a favor do Processo de impeachment de Dilma Rousseff. Posteriormente, votou a favor da PEC do Teto dos Gastos Públicos.
Em agosto de 2017 votou contra o processo em que se pedia abertura de investigação do então Presidente Michel Temer, ajudando a arquivar a denúncia do Ministério Público Federal.
Deixou em outubro de 2017 o Partido Socialista Brasileiro, por discordar da posição contrária que o partido passou a adotar frente ao Governo Temer. Foi acompanhado pelos deputados Fabio Garcia (MT), Danilo Forte (CE) e Tereza Cristina (MS), além do ministro Fernando Coelho Filho.  Em março, ingressou no Partido Republicano Brasileiro (PRB). 